# Liga Premier de Bermudas
La Bermudian Premier División, llamada Cingular Wireless Premier División por razones de patrocinio, es la categoría mayor de fútbol en Bermudas, administrada por la Asociación de Fútbol de Bermudas.

## Historia
La primera liga en Bermudas se disputó en la temporada 1927/28, organizada por la B.F.A. (Asociación de Fútbol de Bermudas por sus siglas en inglés). En 1936, se formó una segunda liga, la Liga de Fútbol de Bermudas (B.F.L.), para clubes que no habían tenido la oportunidad de jugar en una liga anteriormente (es decir, clubes de negros). En 1948, los clubes de blancos formaron la Combinación de Fútbol de Bermudas (B.F.C.); tanto la B.F.C. como la B.F.L. reconocieron a la B.F.A. como la federación oficial de Bermudas. En 1954, los clubes negros participaron por primera vez en la Copa de la B.F.A., y en noviembre de 1963 se estableció una liga conjunta (B.F.U., Unión de Fútbol de Bermudas).
En los inicios del fútbol en Bermudas, los equipos más fuertes estaban compuestos por militares quienes buscaban un sistema de competencia estable, así se fundó la Asociación de Fútbol de Bermudas (BFA). La primera liga se fundó alrededor de 1929 y estuvo integrada únicamente por equipos de jugadores blancos.
Debido a la falta de reconocimiento y a las malas condiciones en que jugaban, los equipos de negros fundaron la Bermuda Football League (BFL) en 1936. Y los equipos de blancos fundaron la Bermuda Football Combination (BFC) en 1948 debido a desacuerdos internos con la BFA. Sin embargo, ambas ligas reconocieron la autoridad de la Asociación y se afiliaron a ella.
Uno de los primeros avances en la integración racial fue la BFA Challenge Cup de 1955-56 donde se enfrentaron equipos de ambas ligas; Maurice F. Hankey lo describe de la siguiente forma:

"Al recordar las actitudes y comportamientos públicos habituales durante la segregación, los aspectos sociológicos de la Challenge Cup de la BFA de 1955-56 añaden, como era de esperar, un importante elemento histórico y cultural. Como era de esperar, las mayores multitudes que asistieron a los partidos de la Copa de la BFA fueron las de los encuentros entre equipos negros y blancos. Estas multitudes también eran blancas y negras, pero no había restricciones (como en hoteles, teatros/cines, clubes, restaurantes, etc.) sobre la admisión de espectadores negros, ni sobre dónde podían sentarse, estar de pie o moverse".
Maurice F. Hanley

## Formato
En esta Liga participan 10 equipos. Los últimos 2 equipos de la tabla descienden a la Primera División.
El torneo se juega con un formato de 2 vueltas todos contra todos y el que consiga más puntos será el campeón.

## Equipos 2024/25
| Equipo             | Parroquia                            | Estadio                            |
| ------------------ | ------------------------------------ | ---------------------------------- |
| Dandy Town Hornets | Hamilton                             | Bermuda Athletic Association Field |
| Devonshire Colts   | Devonshire                           | Police Recreation Club Field       |
| Devonshire Cougars | Devonshire                           | Devonshire Recreation Club Field   |
| Hamilton Parish    | Parroquia de Saint George (Bermudas) | Wellington Oval Field              |
| North Village Rams | Hamilton                             | Bernard Park Field                 |
| Paget Lions        | Parroquia de Southampton             | Southampton Rangers Field          |
| PHC Zebras         | Warwick                              | Pembroke Hamilton Club Field       |
| St. George's Colts | Saint George                         | Wellington Oval Field              |
| Wolves SC          | Hamilton                             | Goose Gosling Field                |
| YMSC Bluebirds     | Devonshire                           | Devonshire Recreation Club Field   |

## Palmarés
| Temporada | Campeón                  |
| --------- | ------------------------ |
| 1963/64   | Young Men's Social Club  |
| 1964/65   | Young Men's Social Club  |
| 1965/66   | Young Men's Social Club  |
| 1966/67   | Somerset Cricket Club    |
| 1967/68   | Somerset Cricket Club    |
| 1968/69   | Somerset Cricket Club    |
| 1969/70   | Somerset Cricket Club    |
| 1970/71   | Pembroke Hamilton Club   |
| 1971/72   | Devonshire Colts FC      |
| 1972/73   | Devonshire Colts FC      |
| 1973/74   | North Village Rams       |
| 1974/75   | Hotels International FC  |
| 1975/76   | North Village Rams       |
| 1976/77   | Pembroke Hamilton Club   |
| 1977/78   | North Village Rams       |
| 1978/79   | North Village Rams       |
| 1979/80   | Hotels International FC  |
| 1980/81   | PHC Zebras               |
| 1981/82   | Somerset Cricket Club    |
| 1982/83   | Somerset Cricket Club    |
| 1983/84   | Somerset Cricket Club    |
| 1984/85   | Pembroke Hamilton Club   |
| 1985/86   | Pembroke Hamilton Club   |
| 1986/87   | Somerset Cricket Club    |
| 1987/88   | Dandy Town FC            |
| 1988/89   | Pembroke Hamilton Club   |
| 1989/90   | Pembroke Hamilton Club   |
| 1990/91   | Boulevard Community Club |
| 1991/92   | Pembroke Hamilton Club   |
| 1992/93   | Somerset Cricket Club    |
| 1993/94   | Dandy Town FC            |
| 1994/95   | Boulevard Community Club |
| 1995/96   | Vasco da Gama FC         |
| 1996/97   | Devonshire Colts FC      |
| 1997/98   | Vasco da Gama FC         |
| 1998/99   | Vasco da Gama FC         |
| 1999/00   | PHC Zebras               |
| 2000/01   | Dandy Town Hornets FC    |
| 2001/02   | North Village Rams       |
| 2002/03   | North Village Rams       |
| 2003/04   | Dandy Town Hornets FC    |
| 2004/05   | Devonshire Cougars       |
| 2005-06   | North Village Rams       |
| 2006-07   | Devonshire Cougars       |
| 2007-08   | PHC Zebras               |
| 2008-09   | Devonshire Cougars       |
| 2009-10   | Dandy Town Hornets FC    |
| 2010-11   | North Village Rams       |
| 2011-12   | Dandy Town Hornets FC    |
| 2012-13   | Devonshire Cougars       |
| 2013-14   | Dandy Town Hornets FC    |
| 2014-15   | Somerset Trojans         |
| 2015-16   | Dandy Town Hornets FC    |
| 2016-17   | Robin Hood FC            |
| 2017-18   | PHC Zebras               |
| 2018-19   | PHC Zebras               |
| 2019-20   | North Village Rams       |
| 2020-21   | Abandonado               |
| 2021-22   | Dandy Town Hornets FC    |
| 2022-23   | PHC Zebras               |
| 2023-24   | PHC Zebras               |
| 2024-25   | North Village Rams       |

## Títulos por club
| Club                            | Campeón | Años campeón                                                                 |
| ------------------------------- | ------- | ---------------------------------------------------------------------------- |
| PHC Zebras                      | 13      | 1971, 1977, 1985, 1986, 1989, 1990, 1992, 2000, 2008, 2018, 2019, 2023, 2024 |
| Somerset Trojans (Cricket Club) | 10      | 1967, 1968, 1969, 1970, 1982, 1983, 1984, 1987, 1993, 2015                   |
| North Village Rams              | 10      | 1974, 1976, 1978, 1979, 2002, 2003, 2006, 2011, 2020, 2025                   |
| Dandy Town Hornets FC           | 9       | 1988, 1994, 2001, 2004, 2010, 2012, 2014, 2016, 2022                         |
| Devonshire Cougars              | 4       | 1997, 2005, 2007, 2009, 2013                                                 |
| Devonshire Colts FC             | 3       | 1972, 1973, 1997                                                             |
| Vasco da Gama FC                | 3       | 1996, 1998, 1999                                                             |
| Young Men's Social Club         | 3       | 1964, 1965, 1966                                                             |
| Boulevard Community Club        | 2       | 1991, 1995                                                                   |
| Hotels International FC         | 2       | 1975, 1980                                                                   |
| Southampton Rangers SC          | 1       | 1981                                                                         |
| Robin Hood FC                   | 1       | 2017                                                                         |

## Goleadores por edición
| Temporada | Jugador(es)                 | Equipo(s)                                    | Goles |
| 1963–64   | Glenn Wade                  | Dock Hill Rangers                            | 18    |
| 1964–65   | Bayfield Clarke             | Dock Hill Rangers                            | 20    |
| 1967–68   | Clyde Best                  | Somerset Cricket Club                        |       |
| 1972–73   | Alvin Dowling               | Devonshire Colts FC                          | 23    |
| 1973–74   | Marichal Astwood            | PHC Zebras                                   | 15    |
| 1974–75   | Gary Darrell Randy Horton   | Devonshire Colts FC Somerset Cricket Club    | 10    |
| 1978–79   | Coolridge Bell              | Somerset Cricket Club                        | 35†   |
| 1989–90   | Kyle Lightbourne            | PHC Zebras                                   |       |
| 1990–91   | David Bascome               | Boulevard Blazers                            |       |
| 1991–92   | Kyle Lightbourne            | PHC Zebras                                   | 24    |
| 1992–93   | Kenny Mills                 | PHC Zebras                                   | 13††  |
| 1993–94   | Carlos Smith                | Dandy Town Hornets FC                        | 16    |
| 1995–96   | Darrin Simons               | Dandy Town Hornets FC                        | 17    |
| 1999–00   | Keith Jennings              | Vasco Volcanoes                              | 13    |
| 2000–01   | Raynell Lightbourne         | PHC Zebras                                   | 11    |
| 2001–02   | Raymond Beach               | Devonshire Cougars                           | 12    |
| 2002–03   | Raymond Beach               | Devonshire Cougars                           | 20    |
| 2003–04   | Raymond Beach               | Devonshire Cougars                           | 17    |
| 2004–05   | Khano Smith                 | Dandy Town Hornets FC                        | 12    |
| 2005–06   | Aljame Zuill                | Devonshire Cougars                           | 11    |
| 2006–07   | Ralph Bean Jr.              | North Village Rams                           | 14    |
| 2007–08   | Kwame Steede                | Devonshire Cougars                           | 15    |
| 2008–09   | Raymond Beach               | Dandy Town Hornets FC                        | 16    |
| 2009–10   | Nahki Wells                 | Dandy Town Hornets FC                        | 20    |
| 2010–11   | Raymond Beach Kwame Steede  | Dandy Town FC Devonshire Cougars             | 13    |
| 2011–12   | Antwan Russell              | PHC Zebras                                   | 19    |
| 2012–13   | Dennis Russell              | Southampton Rangers SC                       | 16    |
| 2013–14   | Keston Lewis                | Flanagan's Onions                            | 15    |
| 2014–15   | Keston Lewis Antwan Russell | Flanagan's Onions Robin Hood FC              | 12    |
| 2015–16   | Angelo Simmons              | Dandy Town Hornets FC                        | 15    |
| 2016-17   | Ian Coke Angelo Simmons     | Boulevard Blazers F.C. Dandy Town Hornets FC | 15    |
| 2017-18   | Antwan Russell              | Robin Hood FC                                | 21    |
| 2018-19   | Angelo Simmons              | Dandy Town Hornets FC                        | 23    |
| 2019-20   | Donavan Thompson            | X-Roads Warriors F.C.                        | 13    |
| 2024-25   | Diaje Hart                  | Paget Lions                                  | 16    |

† Récord de Liga 

†† información incompleta. Otros jugadores tal vez superaron a Millsen en la tabla de goleo.